# Piero Codia
Piero Codia (Trieste, 22 ottobre 1989) è un ex nuotatore italiano.

## Biografia
Atleta specializzato nel delfino, ha partecipato a un'edizione delle Olimpiadi, sei Campionati Mondiali in vasca da 50m, sei Campionati Europei in vasca da 50m, due Giochi del Mediterraneo, due Universiadi, cinque Campionati Europei in vasca da 25m e un Campionato Mondiale in vasca da 25m.
Si è laureato Campione Europeo in vasca lunga nei 100 delfino nell'edizione di Glasgow 2018.
È stato tesserato sia per la società civile Circolo Canottieri Aniene, sia per la società militare Centro Sportivo Olimpico Esercito.

## Palmarès
| Olimpiadi                   | ---                  | 100 m farfalla       | 4x100 m mista              | ---                    |  |
| 2016 Rio de Janeiro Brasile | ---                  | 11º semifinale 51"82 | 11º batteria 3'34"87       | ---                    |  |
| Mondiali                    | 50 m farfalla        | 100 m farfalla       | 4x100 m mista              | 4x100 m mista mixed    |  |
| 2013 Barcellona Spagna      | 15º semifinale 23"50 | ---                  | ---                        | ---                    |  |
| 2015 Kazan Russia           | 15º semifinale 23"81 | 14º semifinale 52"22 | ---                        | 6º 3'45"59             |  |
| 2017 Budapest Ungheria      | 10° semifinale 23"41 | 10° semifinale 51"45 | 11ª batteria 3'34"11       | 8º (nuota in batteria) |  |
| 2019 Gwangju Corea del Sud  | 9° semifinale 23"29  | 26º batteria 53"09   | ---                        | ---                    |  |
| 2022 Budapest Ungheria      | 16º batteria 23"53   | 14º semifinale 51"73 | Oro (nuota in batteria)    | ---                    |  |
| 2023 Fukuoka Giappone       | 47ª batteria 24"13   | 21ª batteria 52"01   | 9ª batteria 3'33"54        | ---                    |  |
| Europei in vasca lunga      | 50 m farfalla        | 100 m farfalla       | 4x100 m mista              | 4x100 m mista mixed    |  |
| 2012 Debrecen Ungheria      | 10º semifinale 23"84 | 13º semifinale 52"93 | Oro (nuota in batteria)    | ---                    |  |
| 2014 Berlino Germania       | 6º 23"37             | 11º semifinale 52"40 | ---                        | ---                    |  |
| 2016 Londra Regno Unito     | 4º 23"46             | 4º 51"82             | 8º (DSQ)                   | Argento 3'45"54        |  |
| 2018 Glasgow Regno Unito    | 13º semifinale 23"63 | Oro 50"64            | ---                        | ---                    |  |
| 2020 Budapest Ungheria      | 7º 23"54             | 11º semifinale 51"86 | Bronzo (nuota in batteria) | ---                    |  |
| 2022 Roma Italia            | 9º semifinale 23"48  | 10º batteria 52"26   | ---                        | ---                    |  |
| Europei in vasca corta      | 50 m farfalla        | 100 m farfalla       | 4x50 m mista               | ---                    |  |
| 2011 Stettino Polonia       | 24º batteria 23"93   | 16º semifinale 52"36 | ---                        | ---                    |  |
| 2013 Herning Danimarca      | 10º semifinale 23"26 | 9º 51"33             | Oro 1'32"83                | ---                    |  |
| 2015 Netanya Israele        | 7º 22"87             | 5º 50"48             | Oro (nuota in batteria)    | ---                    |  |
| 2017 Copenaghen Danimarca   | 9º semifinale 22"84  | Argento 49"96        | Argento 1'31"91            | ---                    |  |
| 2019 Glasgow Regno Unito    | 9º semifinale 22"82  | 8º 50"63             | 4º 1'32"51                 | ---                    |  |
| Giochi del Mediterraneo     | 50 m farfalla        | 100 m farfalla       | 4x100 m mista              | ---                    |  |
| 2013 Mersin Turchia         | Argento 23"67        | Bronzo 53"18         | Oro 3'38"25                | ---                    |  |
| 2018 Tarragona Spagna       | Bronzo 23"74         | Oro 52"25            | ---                        | ---                    |  |
| Universiadi                 | 50 m farfalla        | 100 m farfalla       | 4x100 m mista              | ---                    |  |
| 2013 Kazan Russia           | Bronzo 23"38         | 9º semifinale 52"77  | 4º 3'36"64                 | ---                    |  |
| 2015 Gwangju Corea del Sud  | Bronzo 23"48         | Argento 51"69        | ---                        | ---                    |  |

### Campionati italiani
| Totale  | 58 |
| Ori     | 26 |
| Argenti | 25 |
| Bronzi  | 8  |